# Fort Denaud
Fort Denaud ist ein census-designated place (CDP) im Hendry County im US-Bundesstaat Florida, Das U.S. Census Bureau hat bei der Volkszählung 2020 eine Einwohnerzahl von 2.049 ermittelt.

## Demographische Daten

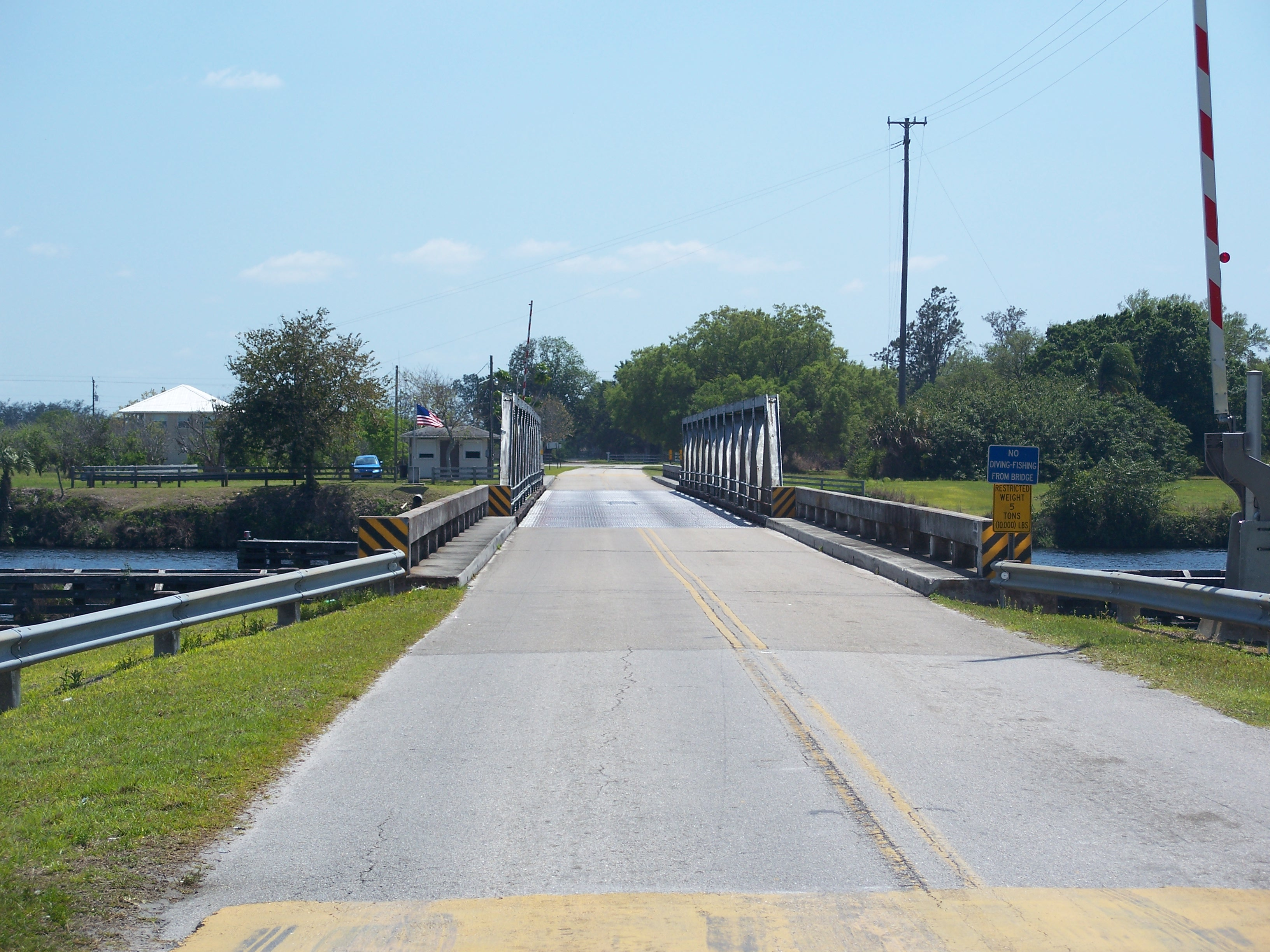
Brücke über den Okeechobee Waterway

Laut der Volkszählung 2010 verteilten sich die damaligen 1694 Einwohner auf 877 Haushalte. 89,5 % der Bevölkerung bezeichneten sich als Weiße, 1,2 % als Afroamerikaner, 0,5 % als Indianer und 0,5 % als Asian Americans. 6,3 % gaben die Angehörigkeit zu einer anderen Ethnie und 2,0 % zu mehreren Ethnien an. 13,2 % der Bevölkerung bestand aus Hispanics oder Latinos.
Im Jahr 2010 lebten in 27,7 % aller Haushalte Kinder unter 18 Jahren sowie 43,4 % aller Haushalte Personen mit mindestens 65 Jahren. 74,8 % der Haushalte waren Familienhaushalte (bestehend aus verheirateten Paaren mit oder ohne Nachkommen bzw. einem Elternteil mit Nachkomme). Die durchschnittliche Größe eines Haushalts lag bei 2,51 Personen und die durchschnittliche Familiengröße bei 2,88 Personen.
22,0 % der Bevölkerung waren jünger als 20 Jahre, 19,2 % waren 20 bis 39 Jahre alt, 25,6 % waren 40 bis 59 Jahre alt und 33,3 % waren mindestens 60 Jahre alt. Das mittlere Alter betrug 48 Jahre. 49,8 % der Bevölkerung waren männlich und 50,2 % weiblich.
Das durchschnittliche Jahreseinkommen lag bei 75.982 $, dabei lebten 0,9 % der Bevölkerung unter der Armutsgrenze.